# Lista parków narodowych w Brazylii

## Opis
Brazylia posiada obecnie 71 parków narodowych. Pierwszy z nich, Itatiaia w stanie Rio de Janeiro, został utworzony na mocy Dekretu nr 1.713 z dnia 14 czerwca 1937 r., wydanego przez Getúlio Vargasa. Następnie, w 1939 roku utworzono park Iguaçu w stanie Parana oraz Serra dos Órgãos w Rio de Janeiro. Kolejne parki powstawały dopiero w latach 60.. W 1974 r. utworzono park narodowy na terenie Amazonii, w trosce o zachowanie naturalnego środowiska tego regionu. W latach 90. były w Brazylii 33 parki narodowe, a w 2010 roku już 67.
Najmniejszy park narodowy to Tijuca w Rio de Janeiro, o powierzchni ok. 40 km², a największy znajduje się w górach Tumucumaque w Amazonii i zajmuje obszar o powierzchni ponad 38 tys. km².
Nie wszystkie parki są otwarte dla turystów. W 2001 roku można było odwiedzić zaledwie 26 z nich. Najpopularniejszy był park Tijuca, który odnotował 71% wszystkich wizyt w parkach narodowych. Parki Araguaia i Pico da Neblina są niedostępne dla zwiedzających, gdyż na ich terenie znajdują się rezerwaty Indian.

## Lista
|    | Nazwa parku               | Stan                              | Rok utworzenia | Powierzchnia w km² | Rodzaj parku            |
| -- | ------------------------- | --------------------------------- | -------------- | ------------------ | ----------------------- |
| 1  | Abrolhos                  | Bahia                             | 1983           | 688                | Wybrzeże morskie        |
| 2  | Alto Cariri               | Amazonas                          | 2010           | 182                | Las atlantycki          |
| 3  | Amazônia                  | Pará                              | 1974           | 9940               | Amazoński las deszczowy |
| 4  | Anavilhanas               | Amazonas                          | 1981           | 3505               | Amazoński las deszczowy |
| 5  | Aparados da Serra         | Rio Grande do Sul Santa Catarina  | 1959           | 102                | Las atlantycki          |
| 6  | Araguaia                  | Tocantins                         | 1959           | 5623               | Amazoński las deszczowy |
| 7  | Araucárias                | Santa Catarina                    | 2005           | 128                | Las atlantycki          |
| 8  | Boa Nova                  | Bahia                             | 2010           | 142                | Las atlantycki          |
| 9  | Brasília                  | Dystrykt Federalny                | 1961           | 300                | Cerrado                 |
| 10 | Cabo Orange               | Amapá                             | 1980           | 6190               | Amazoński las deszczowy |
| 11 | Campos Amazônicos         | Amazonas, Rondônia                | 2006           | 8760               | Amazoński las deszczowy |
| 12 | Campos Gerais             | Parana                            | 2006           | 215                | Las atlantycki          |
| 13 | Caparaó                   | Espírito Santo, Minas Gerais      | 1961           | 318                | Las atlantycki          |
| 14 | Catimbau                  | Pernambuco                        | 2002           | 623                | Caatinga                |
| 15 | Cavernas do Peruaçu       | Minas Gerais                      | 1999           | 568                | Cerrado                 |
| 16 | Chapada das Mesas         | Maranhão                          | 2005           | 1600               | Cerrado                 |
| 17 | Chapada Diamantina        | Bahia                             | 1985           | 1520               | Caatinga                |
| 18 | Chapada dos Guimarães     | Mato Grosso                       | 1989           | 330                | Pantanal                |
| 19 | Chapada dos Veadeiros     | Goiás                             | 1961           | 600                | Cerrado                 |
| 20 | Descobrimento             | Bahia                             | 1999           | 211                | Las atlantycki          |
| 21 | Emas                      | Goiás                             | 1961           | 1318               | Cerrado                 |
| 22 | Furna Feia                | Rio Grande do Norte               | 2012           | 85                 | Caatinga                |
| 23 | Grande Sertão Veredas     | Minas Gerais, Bahia               | 1989           | 833                | Cerrado                 |
| 24 | Guaricana                 | Parana                            | 2014           | 493                | Las atlantycki          |
| 25 | Iguaçu                    | Parana                            | 1939           | 1852               | Las atlantycki          |
| 26 | Ilha Grande               | Mato Grosso do Sul, Parana        | 1997           | 788                | Pantanal                |
| 27 | Itatiaia                  | Minas Gerais, Rio de Janeiro      | 1937           | 300                | Las atlantycki          |
| 28 | Jamanxim                  | Pará                              | 2006           | 8597               | Amazoński las deszczowy |
| 29 | Jaú                       | Amazonas                          | 1980           | 22 720             | Amazoński las deszczowy |
| 30 | Jericoacoara              | Ceará                             | 2002           | 200                | Wybrzeże morskie        |
| 31 | Juruena                   | Amazonas, Mato Grosso             | 2006           | 19 602             | Amazoński las deszczowy |
| 32 | Lagoa do Peixe            | Rio Grande do Sul                 | 1986           | 344                | Wybrzeże morskie        |
| 33 | Lençóis Maranhenses       | Maranhão                          | 1981           | 1550               | Wybrzeże morskie        |
| 35 | Fernando de Noronha       | Pernambuco                        | 1988           | 112                | Wybrzeże morskie        |
| 36 | Ilhas dos Currais         | Parana                            | 2013           | 1360               | Wybrzeże morskie        |
| 37 | Montanhas do Tumucumaque  | Amapá                             | 2002           | 38 874             | Amazoński las deszczowy |
| 38 | Monte Pascoal             | Bahia                             | 1961           | 225                | Las atlantycki          |
| 39 | Monte Roraima             | Roraima                           | 1989           | 1160               | Amazoński las deszczowy |
| 40 | Nascentes do Lago Jari    | Amazonas                          | 2008           | 8121               | Amazoński las deszczowy |
| 41 | Nascentes do Rio Parnaíba | Bahia, Maranhão, Piauí, Tocantins | 2002           | 7298               | Cerrado                 |
| 42 | Pacaás Novos              | Rondônia                          | 1979           | 7658               | Amazoński las deszczowy |
| 43 | Pantanal Matogrossense    | Mato Grosso, Mato Grosso do Sul   | 1971           | 1350               | Pantanal                |
| 44 | Pau Brasil                | Bahia                             | 2000           | 115                | Las atlantycki          |
| 45 | Pico da Neblina           | Amazonas                          | 1979           | 22 000             | Amazoński las deszczowy |
| 46 | Restinga de Jurubatiba    | Rio de Janeiro                    | 1996           | 148                | Wybrzeże morskie        |
| 47 | Rio Novo                  | Pará                              | 2006           | 5382               | Amazoński las deszczowy |
| 48 | Saint-Hilaire/Lange       | Parana                            | 2001           | 245                | Las atlantycki          |
| 49 | São Joaquim               | Santa Catarina                    | 1961           | 493                | Las atlantycki          |
| 50 | Sempre-vivas              | Minas Gerais                      | 2002           | 1245               | Cerrado                 |
| 51 | Serra da Bocaina          | São Paulo, Rio de Janeiro         | 1974           | 1318               | Las atlantycki          |
| 52 | Serra da Bodoquena        | Mato Grosso do Sul                | 2000           | 764                | Cerrado                 |
| 53 | Serra da Canastra         | Minas Gerais                      | 1972           | 2000               | Cerrado                 |
| 54 | Serra da Capivara         | Piauí                             | 1979           | 979                | Las atlantycki          |
| 55 | Serra do Cipó             | Minas Gerais                      | 1984           | 310                | Cerrado                 |
| 56 | Serra das Confusões       | Piauí                             | 1998           | 8234               | Caatinga                |
| 57 | Serra da Cutia            | Rondônia                          | 2001           | 2836               | Amazoński las deszczowy |
| 58 | Serra das Lontras         | Bahia                             | 2010           | 113                | Las atlantycki          |
| 59 | Serra da Mocidade         | Roraima                           | 1998           | 805                | Amazoński las deszczowy |
| 60 | Serra de Itabaiana        | Sergipe                           | 2005           | 79                 | Las atlantycki          |
| 61 | Serra do Divisor          | Acre                              | 1989           | 8430               | Amazoński las deszczowy |
| 62 | Serra do Gandarela        | Minas Gerais                      | 2014           | 313                | Las atlantycki          |
| 63 | Serra do Itajaí           | Santa Catarina                    | 2004           | 573                | Las atlantycki          |
| 64 | Serra do Pardo            | Pará                              | 2005           | 4473               | Amazoński las deszczowy |
| 65 | Serra dos Órgãos          | Rio de Janeiro                    | 1939           | 110                | Las atlantycki          |
| 66 | Serra Geral               | Rio Grande do Sul Santa Catarina  | 1992           | 173                | Las atlantycki          |
| 67 | Sete Cidades              | Piauí                             | 1961           | 62                 | Caatinga                |
| 68 | Superagüi                 | Parana                            | 1989           | 210                | Wybrzeże morskie        |
| 69 | Tijuca                    | Rio de Janeiro                    | 1961           | 39                 | Las atlantycki          |
| 70 | Ubajara                   | Ceará                             | 1959           | 62                 | Caatinga                |
| 71 | Viruá                     | Roraima                           | 1998           | 2159               | Amazoński las deszczowy |